# Miss & Mister Deaf World

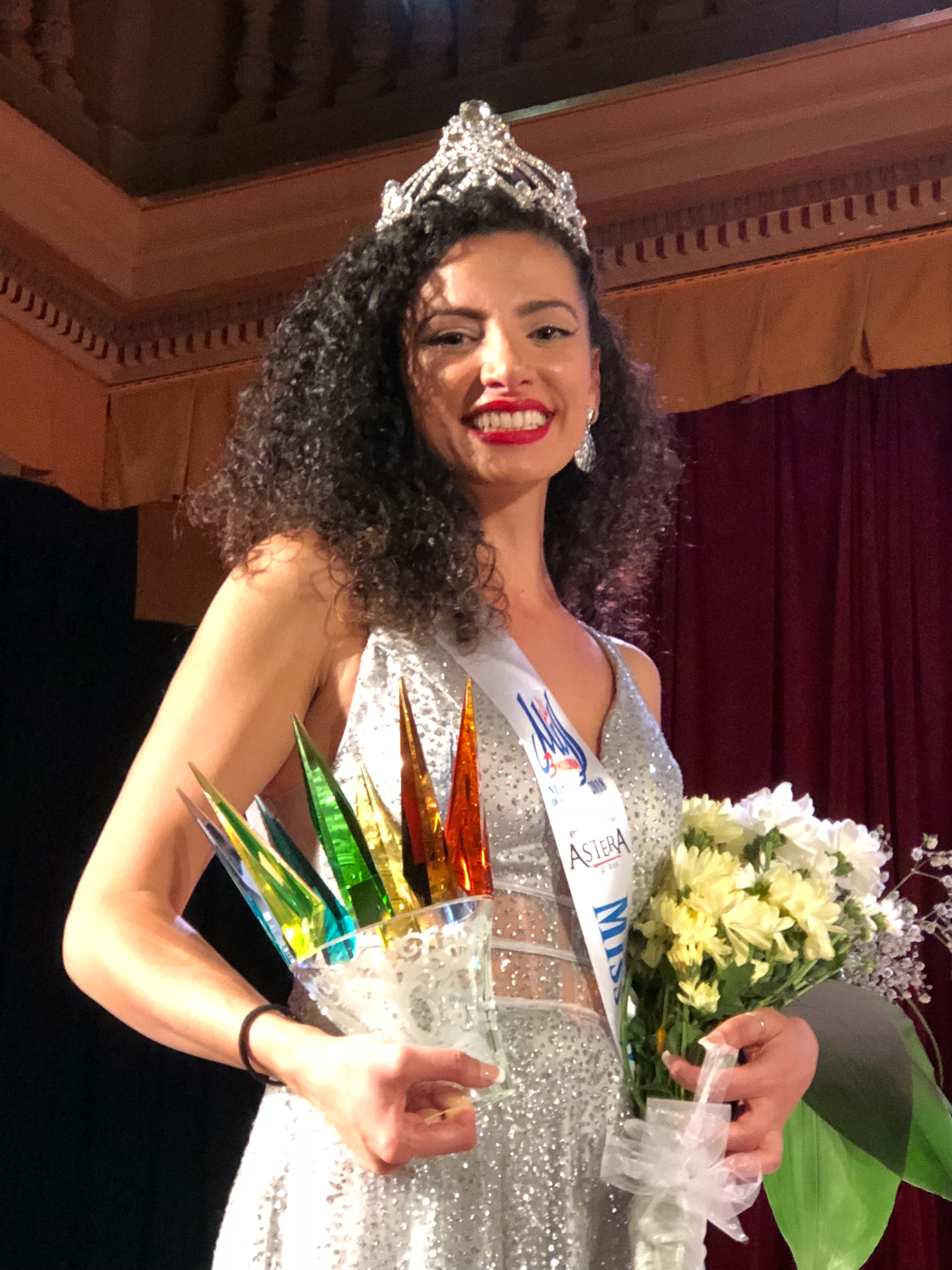
Miss Deaf World 2018 Assia Uhanany, 29. září 2018, Vinohradech, Praha.

Miss & Mister Deaf World (MMDW) je mezinárodní soutěž krásy, která každoročně korunuje mladé neslyšící ženy na "Miss Deaf World" a mladé neslyšící muže "Mister Deaf World", obvykle v Praze, v České republice.

## Dějiny
MMDW je Nezisková organizace, která vznikla v roce 2001. Pořádají ji společnosti MISS DEAF s.r.o. a MISS - MISTER DEAF s.r.o. a jejich prezidentem je Josef Uhlíř. Oficiálním jazykem soutěže je Mezinárodní znakový jazyk, a křišťálové koruny pro všechny finalisty jsou vyrobeny Astera s.r.o.
16. dubna 2019 Uhlíř smutně psal o odchodu inženýra Vladimír Žíla, generálního partnera světových soutěží, Miss & Mister Deaf World a Evropy a Asie a ředitele skla Astera.
25. května 2019 se v Chorvatsku oženili Světová slečna 2017 a Mister Deaf Europe 2018.

## Vítězové
| Datum a místo                                                              | Miss Deaf World                                               | První Vice Slečna Deaf World                         | Druhá Viceprezidentka Deaf World                | Miss Deaf Evropa                                | Miss Deaf Asie                                  | Mister Deaf World                      | Mister Deaf Evropa       | Mister Deaf Asie |
| -------------------------------------------------------------------------- | ------------------------------------------------------------- | ---------------------------------------------------- | ----------------------------------------------- | ----------------------------------------------- | ----------------------------------------------- | -------------------------------------- | ------------------------ | ---------------- |
| Duben–květen 2020 Bangkok, Thajsko                                         |                                                               |                                                      |                                                 |                                                 |                                                 |                                        |                          |                  |
| 19. červenec 2019 Mbombela, Jihoafrická republika                          | Vidisha Baliyan                                               | Lethiwe Ntaka                                        | Caroline Costa                                  | Petra Jakopović                                 | Kanjana Phimpa                                  | Phumelela Mapukata                     | Petro Mendryshora        | Chunping Zhou    |
| 29. září 2018 Národní dům na Vinohradech, Kongresové centrum, Praha, Česko | Assia Uhanany (31 years)                                      | Juthathip Srithamrongwat                             | Ludmila Krautsova                               | Andreea-Maria Stîngaciu                         | Nishtha Dudeja                                  | Jan Jakub Matěj Emmer (33 years)       | Josip José Smokvina      | Mani Gulati      |
| 15. červenec 2017 Kongresové centrum Praha                                 | Chutima Netsuriwong (23 years)                                | Maria Puposka Pak: Ana-Maria Barnjak Podle MMDW webu | Inna Demidova                                   | Petra Gluchová                                  | Manman Hao                                      | Eric Alcantara Pascual                 | Bagou Chehiban           | Yu Chen Lin      |
| 16. červenec 2016 Kongresový sál hotelu TOP Praha                          | Janetta Hendrika Liaane Erasmus                               | Aminaka Gako                                         | Victoria Soo Lum                                | Elena Novokhatskaya                             | Caoyue Piao                                     | Kevin Petit                            | Alberto Jorgues Mora     | Tian Ye          |
| 18. červenec 2015 Kongresový sál hotelu TOP Praha                          | Natalija Bilanová                                             | Anastasia Viazovskaya                                | Lé Thi Thuy Doan                                | Karina Astrid Jemmott                           | Lin Ching Lan                                   | Camilo Viloria Arrieta                 | Tomáš Brož               | Sophon Sae-Li    |
| Datum a místo                                                              | Miss Deaf World                                               | První Vice Slečna Deaf World                         | Druhá Viceprezidentka Deaf World                | Miss Deaf Evropa                                | Miss Deaf Sympatie                              | Mister Deaf World                      | Mister Deaf Evropa       |                  |
| 19. červenec 2014 Kongresový sál hotelu TOP Praha                          | Lydia Svobodova                                               | Maria Isabel Carlos Maia                             | Xiao Yuan Liu                                   | Olivera Lozić                                   | Pitiyanan Matthayomphan                         | Jean-Marie Bourdon                     | David Spiess             |                  |
| 13. červenec 2013 Kongresový sál hotelu TOP Praha                          | Thaisy Payo (25 years)                                        | Erika Ďuricová (20 years)                            | Queval Marianne (23 years)                      | Kinal Timea Melinda (23 years)                  | Niahkale Sako (22 years)                        | Christian Paul López Bernal (26 years) | Bohuš Vlačuha (20 years) |                  |
| 7. červenec 2012 Kongresový sál hotelu TOP Praha                           | Karin Keuter (20 years)                                       | Maiko Sakvarelashvili (20 years)                     | Mariana Latseviuk (21 years) Dvojnásobek Vyhrát | Mariana Latseviuk (21 years) Dvojnásobek Vyhrát | Adjelina Corovic (19 years)                     |                                        |                          |                  |
| 8. červenec 2011 Praha                                                     | Ilaria Galbusera                                              | Elena Korchagina                                     | Dian Inggravati Soebangil Název byl zrušen      | Natalya Ryabova                                 | Ilaria Galbusera Dvojnásobek Vyhrát             |                                        |                          |                  |
| 9. červenec 2010 Tbilisi, Gruzie                                           | Alena Smyslova                                                | Zhihuang Wang                                        | Stella Falawo Kunjan                            | Alena Smyslova Dvojnásobek Vyhrát               | Portia Stacei Oliver                            |                                        |                          |                  |
| 2009. Praha                                                                | Diana Kotvun                                                  | Simhiwe Magagula                                     | Mariya Baranova                                 | Nina Dividtinidze                               | Zuzana Zliechovcova                             |                                        |                          |                  |
| 12. červenec 2008 Praha                                                    | Rossana Mazzocchio (19 years)                                 | Michaela Theimerova (21 years)                       | Yulia Arslanova (19 years)                      |                                                 | Jasmin Katzberg (22 years)                      |                                        |                          |                  |
| 14. červenec 2007 Praha                                                    | Qingling Baova (25 years)                                     | Kristina Weber (21 years)                            | Nila Kudlykova (19 years)                       |                                                 | Terneil Nicole Oppel (19 years)                 |                                        |                          |                  |
| 2006 Praha                                                                 | Ivana Novelic                                                 | Marina Chukhriy                                      | Viera Zliechcová                                |                                                 | Angeligue Verstraete                            |                                        |                          |                  |
| 2005 Praha                                                                 | Petronela Petrovičová                                         | Daniejela Bukvic                                     | Julia Agapova                                   |                                                 |                                                 |                                        |                          |                  |
| 2004 Praha                                                                 | Candice Morgan (22 years)                                     | Vaida Kuzminskyte (22 years)                         | Tatyana Prichodko (21 years)                    |                                                 | Tatyana Prichodko (21 years) Dvojnásobek Vyhrát |                                        |                          |                  |
| 19. červenec 2003 Praha                                                    | Galina Broiko (21 years) Pak: Nastjana Pridok Podle MMDW webu | Natalia Chochlova (22 years)                         | Sara Melech (16 years)                          |                                                 | Zhang Huanying (25 years)                       |                                        |                          |                  |
| 2002 Praha                                                                 | Danijela Gedovic                                              | Ludmila Šinglarová                                   | Natália Martinenko                              |                                                 |                                                 |                                        |                          |                  |
| 2001 Mallorca                                                              | Viktoriia Prytychenko                                         | Bulharsko                                            | Česko                                           |                                                 |                                                 |                                        |                          |                  |